# Codi ATC A11
El  codi ATC A11, descrit com Vitamines, és una subgrup terapèutic de l'Anatomical, Therapeutic, Chemical Classification System (ATC). La classificació ATC és un sistema de codis alfanumèric desenvolupat per l'Organització Mundial de la Salut (OMS) per als fàrmacs i altres productes sanitaris. El subgrup A11 és part del grup anatòmic A Sistema digestiu i metabolisme.

Els codis per a ús veterinari (codis ATCvet) poden han estat creats afegint la lletra Q davant dels codis ATC humans: QA11... 
Les adaptacions estatals de la classificació ATC poden incloure codis addicionals no presents en aquesta llista, que segueix la versió de l'OMS.

## A11AMultivitamínics, combinacions
A11A A Multivitamínics amb minerals
A11A B Altres combinacions de multivitamines

## A11B Multivitamínics sols
A11B A Multivitamines no combinades

## A11CVitamines AiD, incl. combinacions de les dues
A11C A Vitamina A sola
A11C B Vitamines A i D en combinació
A11C C Vitamina D i anàlegs

## A11DVitamina B1, sola i en combinació ambvitamines B6iB12
A11D A Vitamina B1 sola
A11D B Vitamina B1 en comb. amb vitamina B6 o vitamina B₁₂

## A11E Vitamines del complex B, incl. combinacions
A11E A Vitamines del complex B soles
A11E B Vitamines del complex B amb vitamina C
A11E C Vitamina del complex B amb minerals
A11E D Vitamines del complex B amb esteroides anabòlics
A11E X Vitamina del complex B, altres combinacions

## A11GÀcid ascòrbic(vit c), incl. combinacions
A11G A Àcid ascòrbic (vit C), monofàrmac
A11G B Àcid ascòrbic (vit C), combinacions

## A11H Altres preparats de vitamines, monofàrmacs
A11H A Altres preparats de vitamines, monofàrmacs

## A11J Altres productes amb vitamines, combinacions
A11J A Combinacions de vitamines
A11J B Vitamines amb minerals
A11J C Vitamines, altres combinacions